# Рябцево-1
Рябцево-1 — деревня в Усвятском районе Псковской области России. Входит в состав сельского поселения «Церковищенская волость».

## География
Находится на юге региона, в северо-западной части района, в лесной местности, на реке Поперечная .
Уличная сеть не развита.

## История
В соответствии с Законом Псковской области от 28 февраля 2005 года № 420-ОЗ деревня Рябцево-2 вошла в состав образованного муниципального образования Церковищенская волость.

## Население
| 2001 | 2002 | 2010 |
| ---- | ---- | ---- |
| 13   | ↘8   | ↘1   |

## Инфраструктура
Личное подсобное хозяйство.
Почтовое отделение, обслуживающее д. Рябцево-1 — 182583; расположено в волостном центре д. Церковище.

## Транспорт
Просёлочная дорога в соседнюю деревню Загородье, откуда на автодорогу местного значения 58К-584.